# Bravicea, Călărași
Bravicea este un sat din raionul Călărași, Republica Moldova, situat la 51 km depărtare de municipiul Chișinău.
Este o localitate îmbrățișată de dealuri, mici coline, bogată în păduri. Satul vechi a fost așezat într-un hârtop din dreapta văii râului Cula. Satul nou este amplasat pe culmea dealului ce duce spre Călărași și are o climă caldă, temperată, influențată de clima Carpaților estici și a Câmpiei Ucrainene.

## Etimologie
Etimologia cuvântului „Bravicea” are mai multe variante. Una ar fi că glotonimul provine de la numele Bravicioaia, văduva unui arcaș pe nume Bravu, din oastea lui Alexandru cel Bun. Pentru vrednicia și curajul său, arcașul ar fi primit moșie mare în Codrii Orheiului. Acesta ar fi murit în lupte, lăsând în urma sa cinci feciori.
A doua versiune este că denumirea satului a derivat de la un oarecare Bradici, care și-ar fi trăit viața pe aceste meleaguri.
Altă interpretare ar fi că denumirea satului provine de la numele lui Bravu, „vornicul slujitor de margine” din oștirea lui Ștefan cel Mare.
În sfârșit, o legendă a genezei satului relatează o luptă pe care Ștefan cel Mare a avut-o în pădurile din preajmă, în care acesta a folosit ca armă un bici, după care ar fi exclamat „Brav bici... Brav bici ai fost, pe brav stejar să mi te odihnești!”

## Geografie
Satul Bravicea este o unitate administrativ-teritorială situată între râurile Ichel și Cula, amplasat la nord-est de centrul raional Călărași, la o distanță de 32 km.
La nord-est este mărginit de satul Bogzești (raionul Telenești), la vest de satul Meleșeni (raionul Călărași), la sud de satul Onești (raionul Strășeni), la sud-vest de satul Frumoasa (raionul Călărași), la est de satul Săseni (raionul Călărași).
Suprafața intravilanului constituie 396 ha, iar a întregului teritoriu – 5980,47 ha.
Nota medie ponderată de bonitate constituie 52 de puncte.
În preajma satului este amplasată Rezervația peisagistică Țigănești.

## Istorie
Satul a fost atestat pentru prima dată în 1603:
„Suret di la Irimie voievod Moghilă.

7111 <1603> ghenarie 20.

Precum au venit, înaintea noastră și înaintea boierilor noștri slugile noastri, Pântea păhărnicel cu fratele său, Isac diaconul din Dișcova, și s-au pârât de față, înaintea noastră, cu Alecsa șoltuzul din Iași și cu Ivașco Dobli pentru giumătate de satu de Bravicea, giumătate ce din gios, și pentru giumătate din Poiana, ci-i la Codru, aice în ținutul Orhei, zicând Pântea și Isac diaconul precum că giumătati di Poiana, la Codru, pi Ichil, au cumpărat-o Alecsa șoltuzul și Ivașco Doblea di la niște rudenii a lor, anumi Sora și Sofiica; și când au vândut rudeniilor lor Sora și Sofiica pe dânșii nu i-au întrebat și au vândut fără di știrea lor, drept 570 zloți tătărești.

...

Pentru aceea, de acum înainte să aibă slugile noastri di mai sus, Pântea păhărnicel și fratile său, Isac diaconul, a stăpâni a lor direaptă ocină di întoarcerea giumătate satului Bravicea, partea di gios, ci este în ținutul Orhei, pe Cula, și giumătate di Poiana, la Codru, pi Ichil, iarăși în ținutul Orhei, cu tot vinitul; și di această pâră să nu să mai pârască.”

## Autorități administrative și executive

### Primăria Bravicea
Satul Bravicea este administrat de către primarul Alexei Zatic (PAS), ales în noiembrie 2023.
Componența Consiliului local Bravicea (13 consilieri), ales la 5 noiembrie 2023, este următoarea:
|  | Partid                                        | Consilieri | Componență | Componență | Componență | Componență | Componență | Componență | Componență |
|  | --------------------------------------------- | ---------- | ---------- | ---------- | ---------- | ---------- | ---------- | ---------- | ---------- |
|  | Partidul Acțiune și Solidaritate              | 7          |            |            |            |            |            |            |            |
|  | Partidul Dezvoltării și Consolidării Moldovei | 4          |            |            |            |            |            |            |            |
|  | Partidul Socialiștilor din Republica Moldova  | 1          |            |            |            |            |            |            |            |
|  | Platforma Demnitate și Adevăr                 | 1          |            |            |            |            |            |            |            |

#### Conducători ai Administrației locale
- Alexei Zatic (2023–prezent, 2019–2023, 2015–2019, 2007–2011)
- Constantin Popa (2011–2015, 1999–2003)
- Eugenia Bordei (2003–2007)
- Gheorghe Pruteanu (1989–1998)
- Gheorghe Burlea (1985–1989)
- Gheorghe Cneagnițchi (1983–1985)
- Vitalie Popa (1982–1983)
- Ion Tutunaru (1977–1978)
- Fiodor Burlea (1978–1982, 1967–1977)
- Anatolie Bufteac (1963–1967)
- Claudia Galusca (1961–1963)
- Ana Calugar (1956–1961)
- Ion Sobol (1954)
- Vasile Coca (1955–1956, 1947)
- Andrei Beiu (1942–1944)
- Ilie Boarna (1942)
- Sergiu Sibirschi (1940)
- Dumitru Baciu (1938–1940)
- Grigore Mihai (1938)
- Ion Cneagnițchi (1934–1937)
- Ion Vulpe (1930–1931)
- Teodosie Popovici (1926–1930)

#### Bugetul satului Bravicea
- 2025: 16463,1 mii lei (deficit bugetar 542,9 mii lei)
- 2024: 11371,4 mii lei (deficit bugetar 569,8 mii lei)
- 2023: 14576,1 mii lei (deficit bugetar 441,2 mii lei)
- 2022: 12191,0 mii lei (deficit bugetar 687,2 mii lei)
- 2021: 8362,9 mii lei (deficit bugetar 486,6 mii lei)
- 2020: 8346,8 mii lei (deficit bugetar 265,5 mii lei)

### Oficiul Poștal
Oficiul Poștal Bravicea a fost fondat în anul 1960 și este o filială a Întreprinderii de Stat „Poșta Moldovei”.
Oficiul are 3 poștași care prestează toată gama de servicii poștale moderne:
- efectuează operațiuni de transfer de bani din și spre Republica Moldova
- primește achitări pentru serviciile comunale
- este distribuitor al presei periodice etc.

### Stația Meteorologică
Stația Meteorologică Bravicea a Serviciului Hidrometeorologic de Stat a fost fondată în anul 1952, clădirea-tip fiind construită în anul 1987.
Cele 2 stații automate colectează date cu referire la fenomene atmosferice, temperatura aerului, temperatura solului, direcția și viteza vântului, denumirea norilor și înălțimea lor.
Stația Meteorologică Bravicea include și Postul agro-meteorologic din orașul Telenești.

### Ocolul Silvic
Ocolul Silvic Bravicea a fost fondat în anul 1948 și este parte a Întreprinderii de Stat pentru Silvicultură din Călărași.
Suprafața totală a Ocolului Silvic Bravicea constituie 5152 ha, inclusiv 3268,4 ha incluse în Parcul Național Orhei, iar 580 ha în Rezervația peisagistică Țigănești.
Activitatea de bază a Ocolului Silvic Bravicea constituie conservarea și dezvoltarea fondului forestier, protejarea mediului în jurul localităților.
În perioada anilor 2002–2015, pentru împădurirea terenurilor degradate, au fost rezervate 628,61 ha.

### Sectorul de poliție
Sectorul de poliție nr. 4 Bravicea al Inspectoratului de poliție Călărași.

## Învățământ

### Grădinița
Grădinița „Andrieș” își desfășoară activitatea în 3 blocuri în care activează 5 grupe cu 105 copii; 7 educatoare, un conducător muzical, un asistent medical, personal auxiliar – 5 persoane.
Actuala clădire a Grădiniței a fost construit în anul 1984.

### Gimnaziul
Instituția Publică Gimnaziul „Ștefan cel Mare” din Bravicea este o instituție de învățământ în care studiază 254 de elevi și activează 20 cadre didactice.
Clădirea cu trei nivele, destinată Școlii Medii din Bravicea, a fost construită în anul 1957.
Conform Hotărârii Guvernului RM nr. 771 din 03.08.2001 cu privire la înființarea și reorganizarea unor instituții de învățământ preuniversitar în anul de studii 2001-2002, Școala Medie Bravicea primește statutul de Liceu Teoretic, cu denumirea Liceul teoretic „Ștefan cel Mare”.
Prin Decizia Consiliului Raional Călărași nr. 07/05 din 20.08.2015, ordinului Direcției Învățământ Călărași nr. 01-28/387 din 26.08.2015, I.P. Liceul Teoretic „Ștefan cel Mare” din satul Bravicea este reorganizat în I.P. Gimnaziul „Ștefan cel Mare” din satul Bravicea.

### Școala de Arte
Școala de Arte Bravicea a fost fondată în anul 2002, până atunci fiind filială a Școlii de Arte din Pitușca.
Începând cu anul 2018 a fost reamplasată în 2 blocuri ale Grădiniței, renovate de Administrația Publică Locală Bravicea.
În cadrul Școlii își fac studiile 102 elevi instruiți de 7 profesori în cadrul a 7 clase: clasa vioară, clasa pian, clasa instrumente aerofone, clasa artă plastică, clasa fluier, clasa acordeon, clasa coregrafie.

## Cultură

### Casa de cultură și Biblioteca publică

#### Casa de cultură Bravicea
Clădirea Casei de cultură Bravicea a fost construită în anul 1971.
Sala Mare, în care se desfășoară activitățile culturale, are o capacitate de 600 locuri. Sala Mică este utilizată pentru ceremoniile de familie.
Sala de Fitness este un serviciu al Casei de cultură, proiect implementat în anul 2019 de Primăria Bravicea, Gimnaziul „Ștefan cel Mare”, A.O. „Părinții în Sprijinul Învățământului”, Biblioteca publică teritorială „George Munteanu”, Casa de Cultură și cofinanțat de Corpul Păcii în Moldova.
În incinta Casei de cultură își au sediile Biblioteca publică teritorială „George Munteanu” și Asociația de Economii și Împrumut Bravicea.

#### Biblioteca publică
Biblioteca publică „George Munteanu” a fost fondată în anul 1928 iar în anul 1944 a fost transformată în bibliotecă raională.
Până în anul 1989, fondurile bibliotecii au fost completate cu literatură preponderent în limba rusă, purtând amprenta ideologiei comuniste. După care achiziția neînsemnată de carte a făcut ca situația să devină dramatică. Grație Domnului Ioan Groza, Președintele Asociației Culturale „Pro Basarabia și Bucovina” (filiala Bihor), donațiile din România (cca 4000 ex. inclusiv manuale școlare) au completat fondurile bibliotecii asigurând activitatea ei pe parcursul anilor 1990–2000.
Începând cu anul 2001, cu implicarea partenerilor bibliotecii – Fundația SOROS-Moldova, APL Bravicea, Biblioteca publică pentru copii din Bravicea, Liceul Teoretic „Ștefan cel Mare”;  tineri-voluntari – membri ai ONG-ului „ArcAșii lui Ștefan” din Bravicea, biblioteca s-a transformat într-un centru de informare și cunoaștere pentru dezvoltarea societății, implementând Proiectele „Crearea și actualizarea fondului de literatură de referință” (1500$ SUA), „Dezvoltarea colecțiilor în Biblioteca Publică pentru copii” (anul 2002 – 400$ SUA ), „Crearea Spațiului Multimedia” (anul 2003 – 4000$ SUA).
Între anii 2007–2008 Biblioteca publică a fost partenerul media pentru Subproiectul FISM II „Reparația Liceului din Bravicea”; iar în 2009 – partener al Proiectului „Informare electorală înseamnă participare la votare” implementat de către A.O. „Părinții în Sprijinul Învățământului” cu suportul financiar al  Agenția Statelor Unite pentru Dezvoltare Internațională (USAID) și International Research & Exchanges Board (IREX).
Parteneriatul media s-a extins în anul 2009 prin implementarea Proiectului comunitar „Construcția complexului sportiv al Liceului”, finanțat de către Corpul Păcii din Moldova, A.O. „Părinții în Sprijinul Învățământului”, APL Bravicea.
În anul 2010 Biblioteca publică a fost beneficiara Proiectului „Accesul femeilor din raionul Călărași la informație”. Proiectul a fost finanțat de către Fondul Global pentru Femei și implementat de către ONG-ul „VADEMECUM” din orașul Călărași.
În anul 2012, prin decizia Consiliului sătesc Bravicea, Biblioteca publică pentru copii Bravicea a fost comasată cu Biblioteca publică „George Munteanu”.
Modernizarea Bibliotecii publice a început în anul 2015 în cadrul Proiectului NOVATECA, susținut de Fundația Bill și Melinda Gates (SUA) și implementat de IREX Moldova și APL Bravicea, la fel ca și Serviciul Modern de Bibliotecă „Este ziarul tău! Informează-te și implică-te” (editarea ziarului comunitar „Curierul de Bravicea”).
Biblioteca publică „George Munteanu” oferă servicii moderne de bibliotecă:
- „Editarea ziarului local „Curierul de Bravicea””
- „Clubul Femeilor”
- „Istori@ locală”
- „Povești cu c@re crești”
- „Servicii publice electronice”
- „Tehnologii pentru fiecare – de la mic, la mare”
- „Oriunde ești, ai satul cu tine”
- „Școal@ altfel” etc.

Din anul 2003, Conform Deciziei Consiliului sătesc Bravicea, Biblioteca publică poartă numele lui George Munteanu (1924–2001), eminescolog, critic și istoric literar, originar din satul Bravicea.

### Muzee

#### Muzeul satului Bravicea
Muzeul Satului Bravicea a fost fondat la 18 mai 2004 și deține 2980 exponate.
Cele mai interesante obiecte muzeale sunt: lespedea comemorativă din anul 1860, tabla înmulțirii manuală, covoare vechi, colecții de ediții periodice, papuci de lemn etc.
Sediul Muzeului datează cu sec. XX. Clădirea aparține primăriei, suprafața totală este 268 m2. Suprafața de expunere – 120 m2.
Pentru vizitatori sunt funcționale 9 săli:
- Sala îndeletnicirilor primare
- Sala tehnicilor
- Sala memoriei
- Sala iconografică
- Sala de Artizanat
- Arhiva
- Casa Mare și 2 galerii

Muzeul se află în spațiul de interferență cu Mănăstirile Curchi, Țigănești, Frumoasa, Răciula, Hîrjauca; Muzeele din satele Săseni și Hoginești și orașul Călărași.

### Monumente
- Cenotaful sau Monumentul din Bravicea (al ostașilor căzuți în cel de-Al Doilea Război Mondial)
- În memoria victimelor represiunilor regimului comunist
- Placa comemorativă în memoria consătenilor-participanți la Acțiunile de luptă din Afganistan (1978–1989), Conflictul armat de pe Nistru (1991–1992), participanților la lichidarea consecințelor catastrofei de la Cernobîl (1986)
- Hora Haiducilor și Între Două Focuri, de pe traseul M14 (autor: Nicolae Vieru)

### Lăcașe de cult

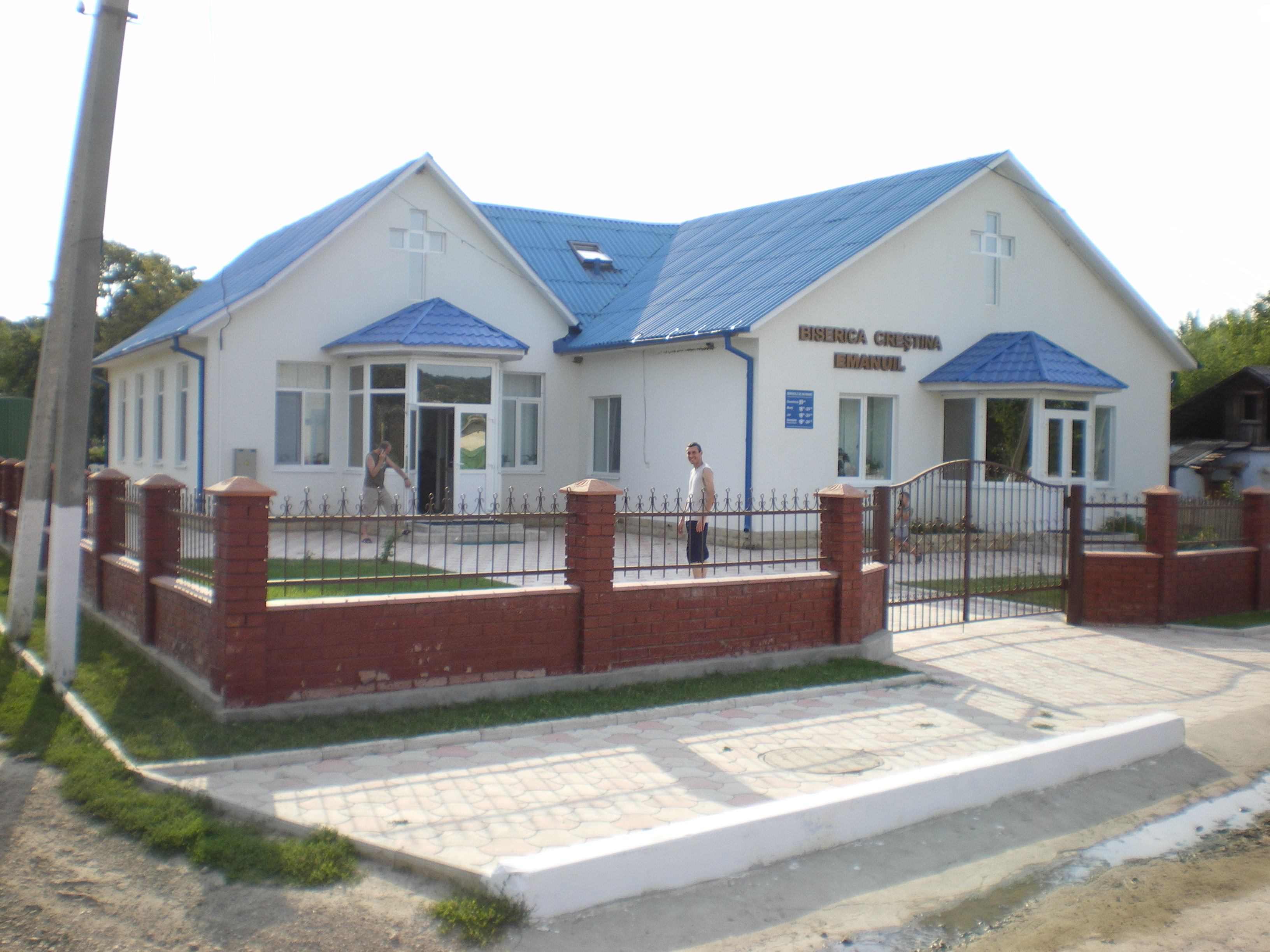
Biserica baptistă din localitate

- Biserica ortodoxă din piatră „Sfântul Mare Mucenic Gheorghe, purtătorul de biruință” – ocrotitorul satului Bravicea
- Biserica Creștină Emanuil
- Sala Regatului a Martorilor lui Iehova

## Sănătate

### Centrul de sănătate
Instituția Medico-Sanitară Publică „Centrul de Sănătate Bravicea” a fost înființat în anul 2010 în urma delimitării juridice din componența IMSP CMF Călărași și funcționează din 1 aprilie 2010, prestând servicii de asistență medicală primară.
În componența I.M.S.P. „Centrul de Sănătate Bravicea” intră 3 oficii:
- Centrul de Sănătate (CS) Bravicea
- Oficiul Medicilor de Familie (OMF) Săseni
- Oficiul de Sănătate (OS) Bahu, care prestează servicii pentru 5100 persoane, inclusiv 3074 locuitori ai satului Bravicea

Pe parcursul anilor instituția a fost redenumită de mai multe ori. Numărul total al angajaților este de 23 persoane, inclusiv 4 medici, 9 asistente medicale și un laborant.
În sediul instituției activează un cabinet stomatologic.

## Personalități

### Cetățeni de onoare
- George Munteanu (n. 14 aprilie 1924 – d. 8 noiembrie 2001): profesor universitar, scriitor, critic și istoric literar român (2003)
- Sveatoslav Moscalenco (n. 26 septembrie 1928 – d. 2 aprilie 2018): fizician, membru titular al Academiei de Științe a Moldovei (2003)
- Vsevolod Moscalenco (n. 26 septembrie 1928 – d. 29 ianuarie 2022): fizician, membru titular al Academiei de Științe a Moldovei (2003)
- Sergiu Cogîlniceanu (n. 1960): om de afaceri (2017)
- Vlad Gorgos (n. 13 august 1957): fondator și conducător artistic al formației de muzică Millenium (2022[10])
- Victor Belinschi (n. 12 octombrie 1962): om de afaceri (2022[11])
- Vlad Burlea (n. 1 martie 1957): compozitor de muzică corală, instrumentală, de cameră, pentru radiodifuziune, teatru și film (2022[12])
- Valerian Batcu (n. 1960): om de afaceri (2024)

### Personalități marcante
- Alexandru Burian (n. 25 ianuarie 1953): profesor universitar, doctor habilitat în drept, deputat, semnatar al Declarației de Independență a Republicii Moldova
- Ghenadie Tâciuc (n. 3 august 1958 – d. 21 ianuarie 2022): artist plastic, pictor, expert în pictura bisericească, deținător al titlului onorific „Maestru în artă”
- Ana Guragata: conferențiar universitar, doctor în medicină
- Elena Gorincioi (n. 29 iunie 1972): doctor în științe chimice
- Victor Borșevici (n. 1949), profesor universitar, om de știință
- Asea Timuș (n. 2 aprilie 1962): conferențiar universitar, doctor în agricultură
- Cristina Burian (n. 8 august 1983): doctor în drept

## Vezi și
- Raionul Bravicea